# Pablo Gómez Borbón
Pablo Gómez Borbón (Santiago, República Dominicana, 24 de agosto de 1967) es un escritor dominicano. Es autor de cuatro libros y de varios centenares de artículos periodísticos. En 2022, su obra «Morir en Bruselas» recibió el Premio Nacional Feria del Libro Eduardo León Jimenes, organizado en el marco de la Feria Internacional del Libro de Santo Domingo y patrocinado por la Fundación Eduardo León Jimenes.

## Biografía
Pablo Ignacio Bartolomé Gómez Borbón nació el 24 de agosto de 1967, en Santiago de los Caballeros, República Dominicana. En 1985, obtiene el título de Bachiller en Ciencias y Letras en el Colegio Del La Salle de su ciudad natal. En 1991, recibe el de Ingeniero Industrial en la Pontificia Universidad Católica Madre y Maestra. En  2003, completa la Maestría en Negocios Internacionales y Negociación Intercultural en la Universidad de París X, ubicada en la ciudad de Nanterre Francia. Desde 1991, Gómez Borbón labora tanto en el sector privado como en el público.

## Actividad como escritor
En 2009, Pablo Gómez Borbón inicia su actividad literaria con la guía de conversación «L'espagnol de la République Dominicaine de Pôche», publicado por la casa editora Assimil, cuya sede se encuentra en París, Francia. Esta guía es destinada a los turistas francófonos que visitan la República Dominicana. Desde 2012 es colaborador del diario Acento Digital, ubicado en Santo Domingo, República Dominicana. Sus colaboraciones incluyen artículos, reportajes, décimas, anagramas y greguerías. En 2015 publica «Combatiendo Fantasmas», obra que recoge el testimonio del combatiente Eleazar Montás Bazil, quien luchó en 1965 en la Revolución de Abril por el retorno al poder del presidente constitucional Juan Bosch, derrocado por un golpe de Estado en 1963. En 2017 publica «Caleidoscopio», compendio de sus mejores artículos publicados en Acento Digital entre 2012 y 2016.
En 2021, publica «Morir en Bruselas», obra que aborda las muertes de Maximiliano Gómez, el Moreno, secretario general del Movimiento Popular Dominicano, y de Miriam Pinedo Mejía, viuda del Otto Morales Efres, dirigente del mismo partido, acaecidas en Bruselas, Bélgica en 1971. La obra es acogida favorablemente por el público y por la crítica.

## Premios
En 2022, recibe, por su obra Morir en Bruselas, por decisión unánime del jurado, el Premio Nacional Feria del Libro Eduardo León Jimenes, organizado en el marco de la Feria Internacional del Libro de Santo Domingo.

## Obras
- L'espagnol de la République Dominicaine de Pôche (Assimil , 2009).
- Combatiendo Fantasmas: La vida de Eleazar Montás (Autoeditado, 2015)
- Caleidoscopio. Artículos Escogidos 2012-2016 (Autoeditado, 2017)
- Morir en Bruselas (Editorial Búho, 2021 ) Premio Nacional Feria del Libro Eduardo León Jimenes